# Огест Еймс
Мерседес Грабовскі (англ. Mercedes Grabowski; 23 серпня 1994, Антігоніш, Канада — 5 грудня 2017, Камарільйо, США), відома як Огест Еймс (англ. August Ames) — канадська порноакторка польського походження.

## Життєпис
Працювала барвумен і співробітницею солярію, а до того — на кінському ранчо та інструкторкою з йоги та зумби.
Була одружена з Кевіном Муром, продюсером та режисером порностудії «Evil Angel».
Еймс повідомляла, що має біполярну депресію та множинний розлад особистості.

### Порноіндустрія
Увійшла в порноіндустрію в листопаді 2013 року. Перша гетеросексуальна сцена була у фільмі «Selfies» студії Wicked Pictures. У фільмі «My Stepbrother Has A Huge Black Cock 2» вперше брала участь у сцені міжрасового сексу. Працювала зі студіями «Evil Angel», «Dark X», «Girlfriends Films», «New Sensations», «Elegant Angel», «Blacked», «Brazzers», «Sweetheart Video», «Lethal Hardcore».
2015 року отримала нагороди від AVN Award (найгарніша нова акторка за версією фанатів) і XRCO Award («Кремова мрія»).

### Смерть
Наклала на себе руки 5 грудня 2017 року у віці 23 роки. Згідно з інформацією близьких і ЗМІ, Огест цькували після того, як вона опублікувала твіт-застереження порноакторок від спільних знімань у сцені з актором гей-порно, від яких відмовилася сама. У коментарі вбачили гомофобний зміст, хоча Огест, яка сама була бісекусальною, раніше неодноразово знімалася в лесбійському порно, проте багато порноакторок прагнуть уникнути контактів з чоловіками, які знімалися в гей-порно. Як стверджували друзі, в Огест була депресія.